# Cazats
Cazats (gaskognisch Casats) ist eine französische Gemeinde mit 402 Einwohnern (Stand 1. Januar 2022) im Département Gironde in der Region Nouvelle-Aquitaine (vor 2016 Aquitaine). Sie gehört zum Arrondissement Langon und zum Kanton Le Sud-Gironde. Die Einwohner werden Cazadais genannt.

## Geografie
Cazats liegt 55 Kilometer südsüdöstlich von Bordeaux und etwa neun Kilometer südlich von Langon. Umgeben wird Cazats von den Nachbargemeinden Coimères im Nordwesten und Norden, Brouqueyran im Norden und Nordosten, Bazas im Osten und Süden, Aubiac im Westen sowie Mazères im Westen und Nordwesten.
Im Südosten der Gemeinde liegt der Flugplatz Bazas-Cazats.

## Bevölkerungsentwicklung
| Jahr                       | 1962 | 1968 | 1975 | 1982 | 1990 | 1999 | 2006 | 2013 | 2020 |
| Einwohner                  | 239  | 225  | 197  | 213  | 211  | 224  | 294  | 346  | 400  |
| Quellen: Cassini und INSEE |      |      |      |      |      |      |      |      |      |

## Sehenswürdigkeiten
- Kirche Saint-Martin aus dem 15. Jahrhundert

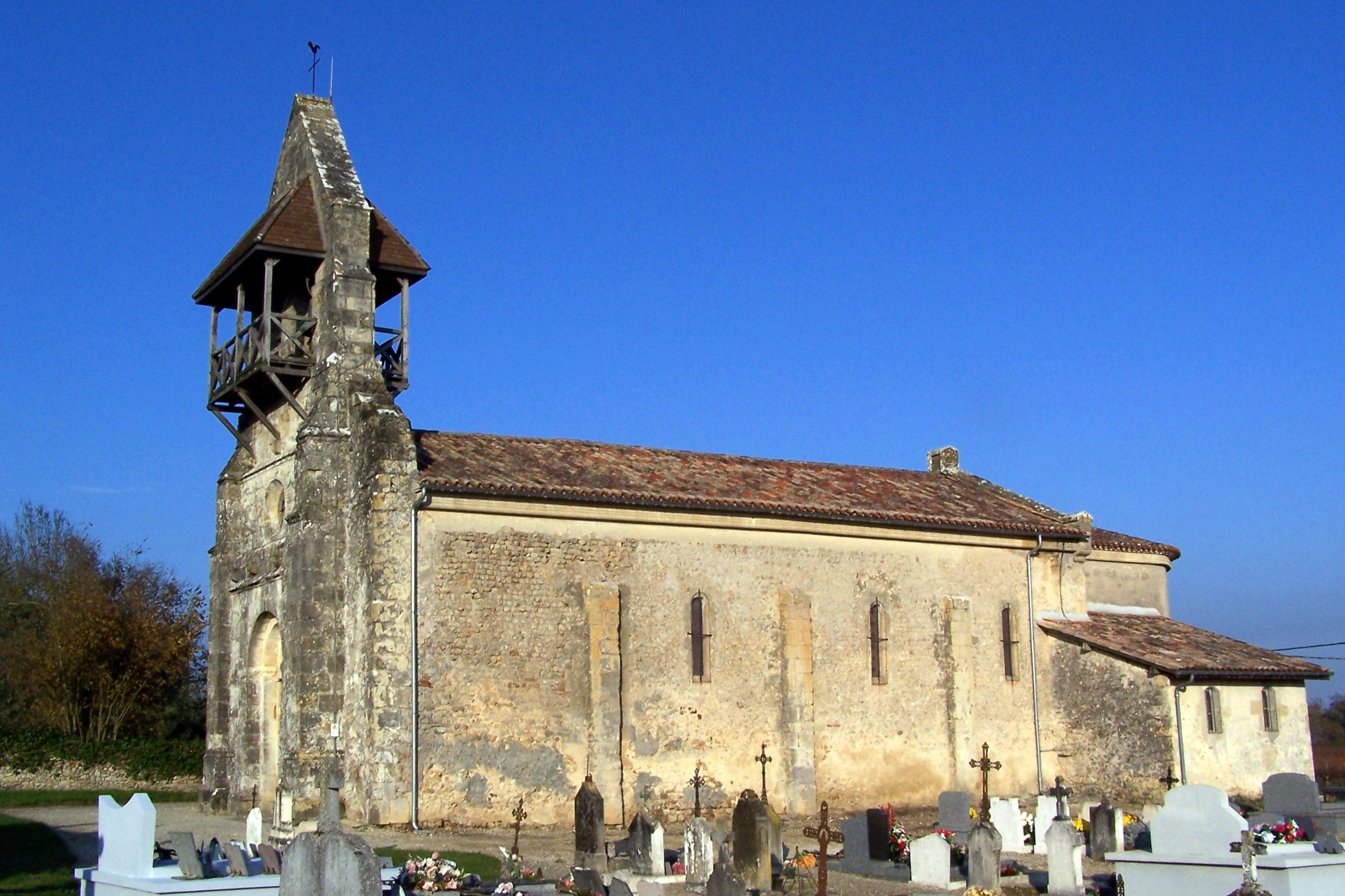
Kirche Saint-Martin
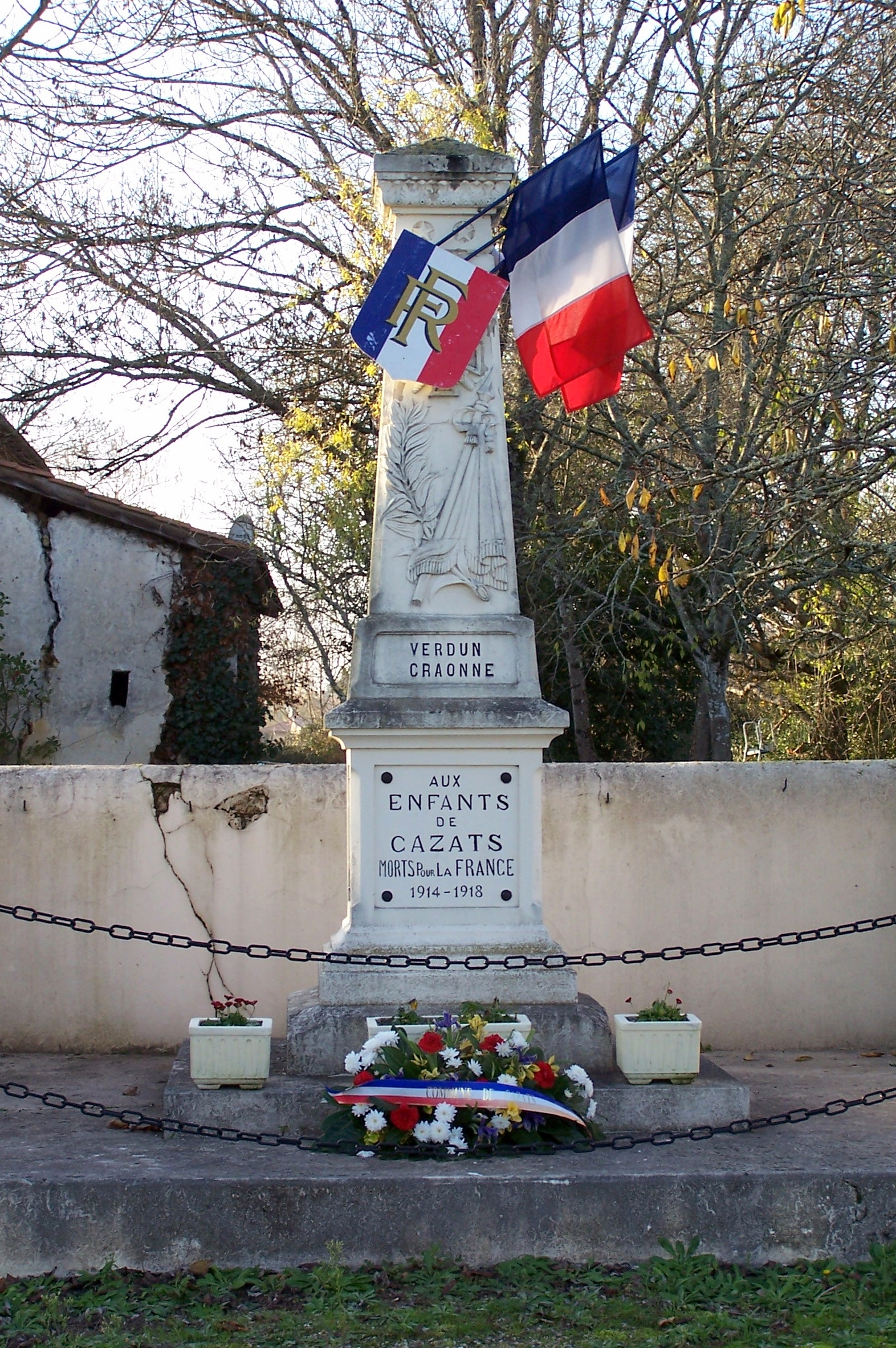
Gefallenendenkmal